# Retrato de un hombre robusto

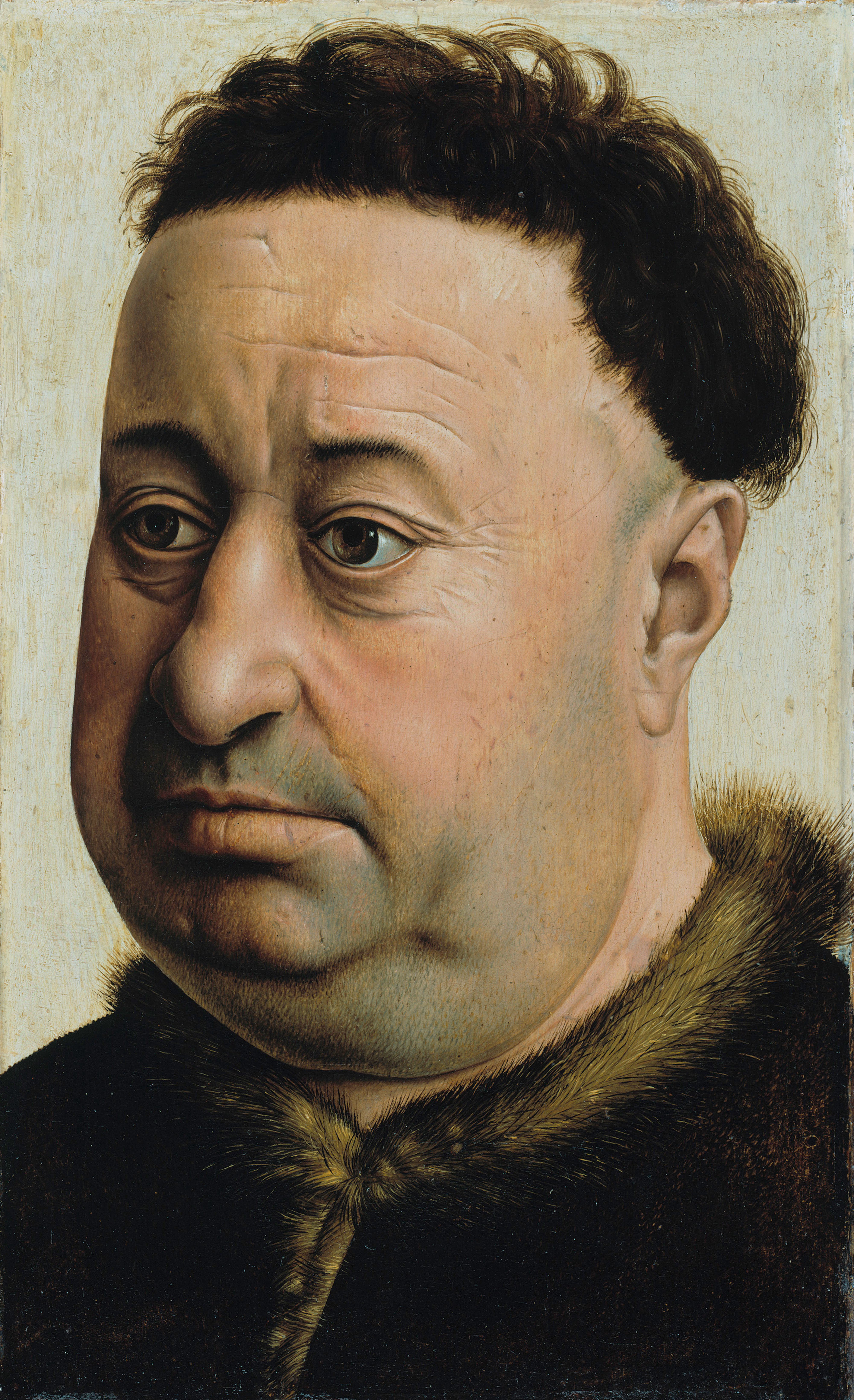
Retrato de un hombre robusto, óleo sobre madera de roble, Gemäldegalerie, Berlín

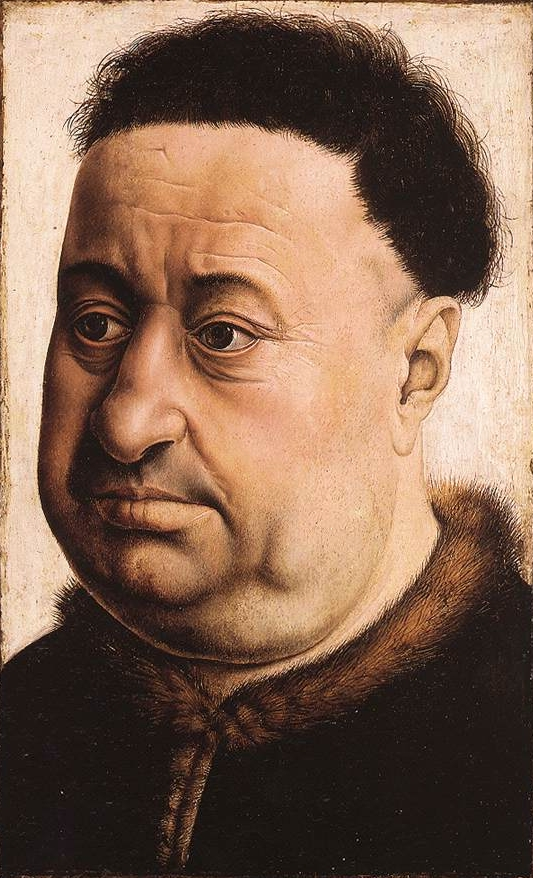
Versión en el Museo Thyssen-Bornemisza

Retrato de un hombre robusto (o Retrato de un hombre gordo o Retrato de Robert de Masmines) es el nombre dado a dos óleos prácticamente idénticos pintados sobre tabla y atribuidos al artista primitivo flamenco Robert Campin. Ambas versiones están datadas c. 1425, y se encuentran en la Gemäldegalerie de Berlín y el Museo Thyssen-Bornemisza de Madrid. Es uno de los primeros retratos realistas conservados del arte occidental pues el primer arte flamenco recuperó el arte del retrato, abandonado desde la época grecorromana, al centrarse en la representación realista del entorno por un lado, y el resurgir del humanismo y la individualidad por el otro. Los primeros maestros, como Campin, no solo tomarán como modelos y patrocinadores a reyes y nobles, como hasta entonces, sino también a nobles de bajo rango y burgueses, como en este caso.
La tabla de Madrid se encontraba en una colección privada belga y no fue ampliamente conocida hasta aproximadamente 1957. Las tablas fueron exhibidas por primera vez y una junto a la otra en la Galería Nacional de Londres, en 1961. Las tablas están consideradas de igual calidad y de la misma mano, o sea que una no es una copia de taller de la otra. La existencia de dos pinturas idénticas de un maestro temprano y renombrado ha entusiasmado a historiadores del arte en cuanto a su comisión, datación, y procedencia.
Los retratos destacan por su observación cercana y realista de las características físicas del sujeto. Carecen de cualquier intento de adulación o idealización, en lugar de ello el retratado aparece tal como probablemente era; robusto, con papada, arrugas y ojeras, con una nariz larga, recta y de punta abultada y una "mirada carnal, impropia".  Sin embargo el retrato no puede ser visto como sátira, burla o crítica. El hombre tiene un aspecto alerta y ojos inteligentes y razonables, el que se recorte contra un fondo claro parece deliberado, probablemente pretendiendo transportar el peso de su presencia personal y carisma.
El retratado es a veces identificado como Robert de Masmines (c. 1387–1430/1), un caballero borgoñón y gobernador del Condado de Henao, como sugirió Georges Hulin de Loo, basándose en la supuesta semejanza del hombre con un retrato así nombrado atribuido a Jacques Leboucz en el manuscrito del siglo XVI Recueil d'Arras. Aun así, esta teoría no es concluyente ni ampliamente aceptada.